# Tlučeňský potok
Tlučeňský potok je malý potok v Českém středohoří (4,5 km) odvodňující okolí obce Hlinná a její části Kundratice a Tlučeň. Pramení nad návsí obce Hlinná v nadmořské výšce cca 430 m n. m. V Tlučni přibírá zprava rovnocenný bezejmenný přítok, jenž přitéká z Kundratic. V obci Sebuzín se stává pravostranným přítokem řeky Labe. Část jeho toku tvoří hranici mezi Milešovským a Verneřickým středohořím. Průměrný průtok u ústí činí 0,01 m³/s. Významného průtoku dosáhl 5. června v roce 2000 mezi 20:45 - 22:00 bleskovou povodní z průtrže mračen (Qmax=15 m³/s) a z trvalých dešťů 7. srpna 2010 (Qmax=12 m³/s). V budoucnu dojde k dalšímu snížení průtoku o spodní vody přitékající ze svahů Trabice, na jejímž svahu se nachází lom, kde se těží čedič.